# Drassodes difficilis
Drassodes difficilis är en spindelart som först beskrevs av Simon 1878.  Drassodes difficilis ingår i släktet Drassodes och familjen plattbuksspindlar.
Artens utbredningsområde är Frankrike. Inga underarter finns listade i Catalogue of Life.